# 布朗什山脉

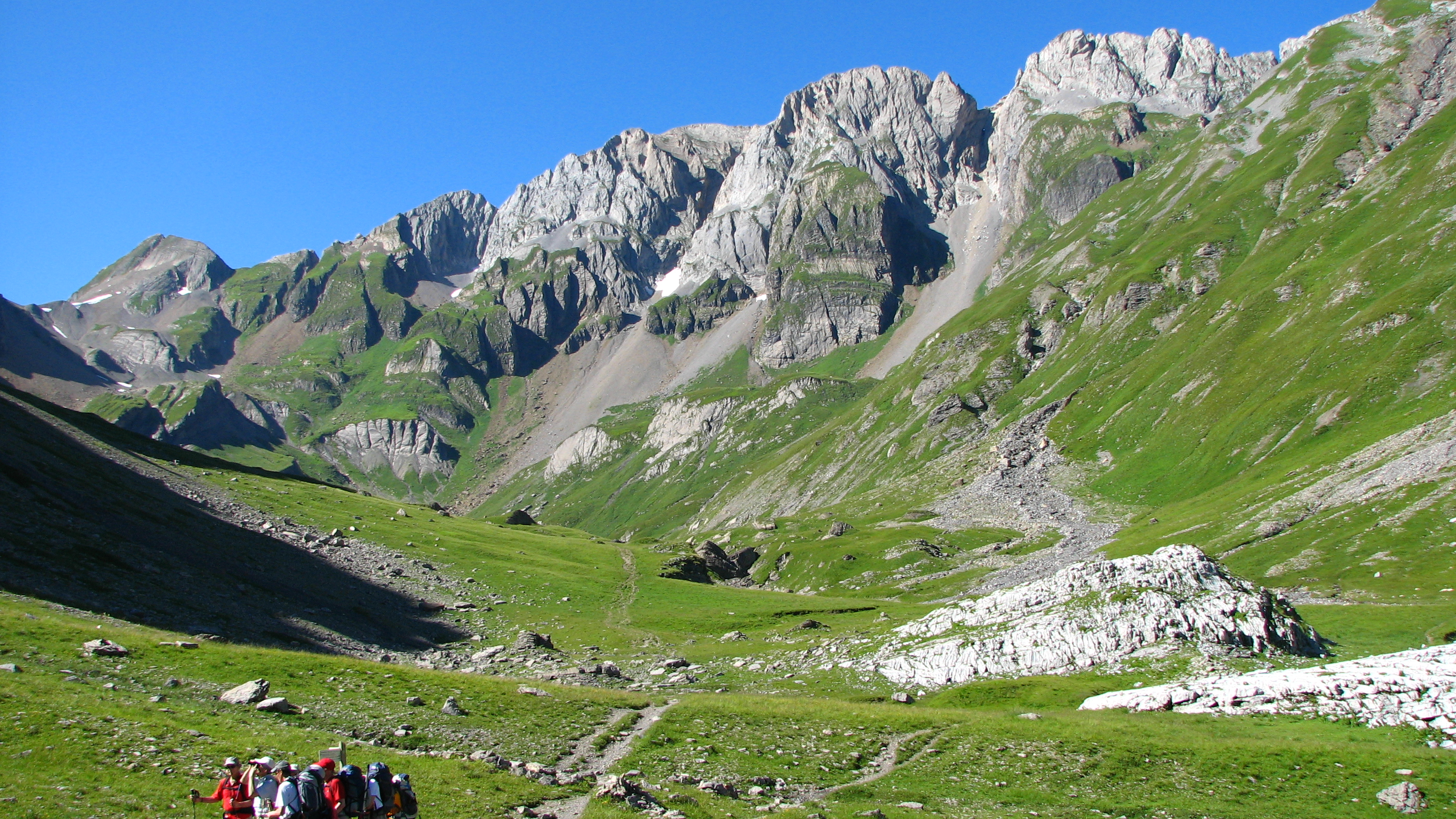

46°07′55.2″N 6°50′30.6″E / 46.132000°N 6.841833°E
布朗什山脉（法語：Dents Blanches）是西歐的山脉，位於瑞士和法國接壤的邊境，屬於沙布莱山的一部分，海拔高度2,759米，受凍原氣候影響，每年平均降雨量1,674毫米。